# 岩瀬カナル会館
岩瀬カナル会館（いわせカナルかいかん）は、富山県富山市岩瀬天神町48番地に所在する観光・休憩施設である。

## 概要
岩瀬運河のほとりに位置しており、富山市岩瀬地域における観光の拠点となっている。
1993年（平成5年）7月頃から建設され、1994年4月13日に開業した。鉄筋コンクリート造2階建てで延床面積は約1,600 m2、建設事業費は約3億7,000万円（うち3億円は車両競技公益資金財団からの補助金）。1997年12月には別館が着工し、1998年8月7日に完成した。
開業時には富山県が同運河で当時整備を進めていたプレジャーボート用マリーナと連携する目的があった。1階に軽食・喫茶コーナー（シーフードレストランサンタフェ）、シャワー室などを備えた他、岩瀬漁港直送の魚介類や富山の名産を扱う観光物産館と観光や競輪の情報提供コーナーがあり、2階には大ホールと和室、北前船の歴史などを紹介する展示ラウンジがある。この他、2階には海事代理士業の森田海事事務所が入居している 。

## アクセス
- 鉄道 - 富山地方鉄道富山港線終点・岩瀬浜駅からすぐ。
- 自動車 - 北陸自動車道富山インターチェンジから約30分。
- 船舶 - 富岩水上ラインに乗船し、岩瀬カナル会館停泊場にて下船。

## 公式サイト
- 岩瀬カナル会館